# Гечо
Гечо (шп. Getxo) град је у Шпанији у аутономној заједници Баскија у покрајини Бискаја. Према процени из 2008. у граду је живело 81.260 становника.

## Становништво
Према процени, у граду је 2008. живело 81.260 становника.
| 1981.  | 1991.  | 2001.  |
| ------ | ------ | ------ |
| 67.321 | 79.954 | 82.285 |